# Pierre Gillou
Ne doit pas être confondu avec Pierre Gilou.
Pierre Émile Gillou, né le 17 septembre 1880 à Paris et mort le 3 janvier 1953 dans la même ville, est un dirigeant sportif français. Il est connu pour être le capitaine de l'Équipe de France de Coupe Davis pendant la période des « Quatre Mousquetaires ».

## Biographie
Pierre Gillou, Officier de la Légion d'Honneur et Croix de Guerre 1914-1918, est le frère ainé de la multiple championne de France Kate Gillou et l'oncle du joueur de tennis Antoine Gentien. Dans sa jeunesse, il pratique le tennis, le rugby et l'athlétisme. Il officie en tant que juge arbitre au Tennis club de Paris et participe à certains tournois, étant notamment demi-finaliste du championnat de France en 1901. Ensuite licencié au Racing, il est élu en 1907 secrétaire de la commission de lawn-tennis de l'Union des sociétés françaises de sports athlétiques. Il se marie en 1908 avec Mlle Lydia Fischhof, fille du collectionneur Eugène Fischhof et petite-fille du marchand d'art Charles Sedelmeyer.
Industriel de profession, Pierre Gillou devient avant-Guerre président du Racing Club de France, poste qu'il occupa pendant une quarantaine d'années. C'est à ce titre qu'il propose en 1924 à Pierre de Coubertin, l'agrandissement du Stade de Colombes pour l'organisation des Jeux olympiques. Le club étant le propriétaire des lieux, il reçoit en contrepartie 50 % des recettes des Jeux.
En 1927, il est à l’origine, avec Émile Lesieur et en collaboration avec le Stade Français, de la création de Roland-Garros et du nouveau court qui accueille la Coupe Davis en 1928 (et deviendra plus tard le court Philippe-Chatrier).
Sauf pour l'édition 1930, il est capitaine de l’équipe de France qui remporte la Coupe Davis de 1927 à 1932. 
Secrétaire général de la Fédération française de lawn-tennis (FFLT), puis vice-président, il est élu président en 1930, poste qu’il abandonne dix ans plus tard pour rejoindre Jean Borotra au commissariat général de l’Éducation physique et des Sports. Il en est nommé président d'honneur dde la FFT en 1942 puis redevient président de 1944 à sa mort en 1953. Il est Président de la Fédération internationale en 1938 et 1947. Incontournable dans toutes les sélections de l'Equipe de France pendant près de vingt cinq ans, autant comme président du RCF alors pépinière de champions que comme président de la FFT, il a régné littéralement sans partage sur le tennis français. Surnommé "sombre accueil" par les joueurs français pour son caractère rugueux, il fit preuve de générosité et possédait un charisme indiscutable. "Tout sauf le professionalisme" était une de ses convictions, car les dérives du sport professionnel avec ses épreuves truquées et les pressions des parieurs sur les sportifs avaient marqué sa jeunesse.  
De 1953 à 1978, la « coupe Pierre Gillou » est le nom du trophée qui récompense le vainqueur de la finale homme des Internationaux de France de tennis. Ce trophée s’appelle actuellement « Coupe des Mousquetaires ». 

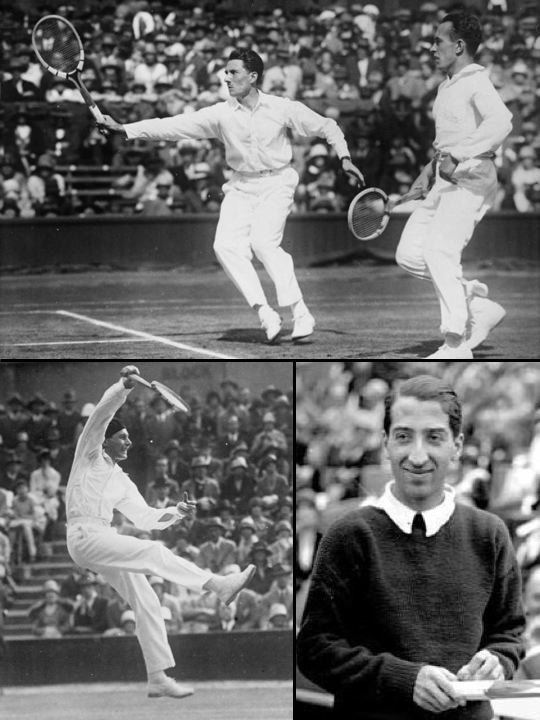
Les « Quatre Mousquetaires »

## Palmarès
- Coupe Davis 1927
- Coupe Davis 1928
- Coupe Davis 1929
- Coupe Davis 1931, capitaine avec René Lacoste
- Coupe Davis 1932

### Sources
- 1928-1932 : La France défend la coupe Davis sur histoiredutennis.com